# 岸和田日劇
岸和田日劇（きしわだにちげき）は、かつて存在した日本の映画館である。第二次世界大戦後の1957年（昭和32年）4月24日、同和興行（のちの同和商事）が岸和田大映（きしわだだいえい）として大阪府岸和田市北町に開館した。1963年（昭和38年）に同社が日活と直営館契約を行なって貸出し、岸和田日活（きしわだにっかつ）と改称した。1967年（昭和42年）、木造から鉄筋コンクリート造に改築、1階を日活直営の岸和田日活劇場（きしわだにっかつげきじょう）、2階に新たに岸和田スカラ座（きしわだスカラざ）を開館した。1974年（昭和49年）前後には日活の直営館契約を解除、1979年（昭和54年）前後には岸和田日活劇場を岸和田日劇と改称、同市内の最後の映画館のひとつとして営業をつづけたが、1988年（昭和63年）には両館とも閉館した。

本項ではおもに岸和田日活から岸和田日劇へと改称した映画館、および岸和田スカラ座について扱い、同地から転出し岸和田大映から岸和田大劇へと改称した映画館については、

## 沿革
- 1957年4月24日 - 岸和田大映として北町195番地に開館[1]
- 1963年 - 日活に貸出して直営館になり岸和田日活と改称、岸和田大映は大北町25番地1号に新築・移転[4][5]
- 1967年 - 改築、1階を岸和田日活劇場、2階に岸和田スカラ座を開館[6][7]
- 1974年前後 - 日活との直営館契約を解除、岸和田日活劇場は同和商事に返還される[8][9][10]
- 1979年前後 - 岸和田日活劇場を岸和田日劇と改称[11]
- 1988年 - 両館とも閉館[15][16]

## データ
- 所在地 : 大阪府岸和田市北町8番地5号[11][14][15][16]、現在跡地は駐車場[17]
  - かつて開館当時の同府同市北町195番地[1][2][3][4][6][7]

北緯34度27分51秒 東経135度22分23秒 / 北緯34.46417度 東経135.37306度
- 経営 : 
  1. 同和興行株式会社 （岸和田大映としておよびその後の館主）[1]
  2. 太陽企業 （日活）[5][6][7]
  3. 同和商事株式会社 （代表浅原隆三[11][14]）
- 支配人 : 
  1. 川上温夫 （岸和田大映）[1]
  2. 日野道治 （岸和田大映）[4]
  3. 岩永保弘 （太陽企業・岸和田日活劇場）[5][6][7]
  4. 細田義一 （岸和田スカラ座）[7]
  5. 宇山稔・山野実 ⇒ 宇山稔 （岸和田日劇・岸和田スカラ座）[11]
  6. 浅原馨 （岸和田日劇・岸和田スカラ座）[14][15][16]
- 構造 : 木造二階建[1][2][3][4][5] ⇒ 鉄筋コンクリート造二階建[6][7][11][14][15]
- 観客定員数 : 350名（1957年[1]） ⇒ 400名（1960年[2] - 1967年[3][4][6]）
  - 分割後 : 
    1. 岸和田日活 ⇒ 岸和田日劇 : 207名（1967年[7] - 1984年[11]） ⇒ 200名（1985年[14]） ⇒ 219名（1986年 - 1988年[15]）
    2. 岸和田スカラ座 : 270名（1967年[7] - 1979年[11]） ⇒ 207名（1982年 - 1984年） ⇒ 200名（1985年[14]） ⇒ 219名（1986年 - 1988年[15]）

## 概要

### 日活直営・岸和田日活の時代
大阪府岸和田市の中心地、南海電気鉄道南海本線岸和田駅の駅前通りから、南へ入った路地でにぎわう鍛治屋町と呼ばれる地域、紀州街道に面した北町195番地（現在の北町8番地5号）の地にそもそも建てられた映画館は、岸和田大映という名称であり、1957年（昭和32年）4月24日に浅原茂作が代表を務める同和興行株式会社（のちの同和商事株式会社）が新築、開館した木造二階建、観客定員数350名、興行系統は大映の二番館であった。同館の位置した鍛治屋町、あるいは紀州街道が古城川をまたぐ欄干橋周辺には、同館のほか、戦前から存在する山村劇場（同年改称して岸和田東映劇場、経営・大岸静）、電気館（のちの岸和田電気館、経営・関西映興）があり、同市内にはほかに、堺町の岸和田館（経営・山口藤次郎）、下野町の吉野倶楽部（経営・山路美晴）、本町の岸和田東宝映画劇場（経営・東劇興業）、宮本町のセントラル劇場（のちの岸和田東宝セントラル劇場、経営・山口藤次郎）、岡山町の山直劇場（経営・西川輝男）、春木泉町の春陽館（経営・夜明藤一）、と同館を含めて合計9館が存在した。
同館を経営する同和興行は、1963年（昭和38年）、大北町25番地1号（現在の大北町1番地9号）に映画館を新設し、これを岸和田大映とした。それとともに、日活と直営館契約を行なって同館をそのまま貸出し、同館を岸和田日活と改称している。同館の経営は同和興行から日活の興行子会社である太陽企業に変わり、支配人は日活の岩永保弘、観客定員数315名、興行系統は日活の封切館となった。同年の日活は、吉永小百合主演の『伊豆の踊子』（監督・西河克己、同年6月2日公開）、石原裕次郎・浅丘ルリ子主演の『夜霧のブルース』（監督・野村孝、同年6月30日公開）、あるいは今村昌平監督の『にっぽん昆虫記』（同年11月16日公開）、鈴木清順監督の『悪太郎』（9月21日公開）あるいは『関東無宿』（同年11月23日公開）といった映画を公開している。この時期、同市内の映画館は世代交代の時期に来ており、1961年（昭和36年）には山直劇場（岡山町12番地、経営・西川輝男）が、1962年（昭和37年）には岸和田東宝映画劇場（本町219番地1号、経営・照屋潔）、春陽館（春木泉町1560番地、経営・向井克巳）、吉野倶楽部（下野町517番地、経営・楠原エイ）の4館が閉館し、同市内の映画館は、岸和田大映の新築移転と日活直営の岸和田日活への転換を経て、9館あった映画館が6館に減っていた。

### 改築と岸和田スカラ座の開館
1966年（昭和41年）から休館に入り、木造建築だった劇場を取壊して改築を行い、翌1967年（昭和42年）には鉄筋コンクリート造二階建の映画館を竣工、1階を従来通り日活直営館の岸和田日活劇場（支配人・岩永保弘、観客定員数207名）、2階には同和興行が経営し輸入映画（洋画）を上映する岸和田スカラ座（支配人・細田義一、観客定員数270名）を開館した。岸和田スカラ座が加わって、同市内の映画館は合計7館に増えた。
1971年（昭和46年）11月、日活は、同月20日公開の二本立番組『団地妻 昼下りの情事』（監督・西村昭五郎）および『色暦大奥秘話』（監督・林功）以降、同社の製作する本番線を成人映画の「日活ロマンポルノ」に切り替えており、1974年（昭和49年）前後には、日活との直営館契約を解除、岸和田日活劇場は同和商事に返還されている。1970年代に入ると、旧来の映画館は撤退しており、同年には岸和田館（経営・山常興業）、1974年には岸和田電気館（経営・松竹関西興行）、1975年（昭和50年）には岸和田東宝セントラル劇場（経営・山常興業）が相次いで閉館し、同市内の映画館は合計4館に激減、岸和田東映劇場（経営・薩準次郎、支配人・辻暁雄）以外は、岸和田日活劇場も岸和田スカラ座も、岸和田大劇（岸和田大映を改称）も、同和商事（代表・浅原隆三）の経営する映画館だけになってしまった。同和商事が同市内で経営した3館、岸和田日活劇場・岸和田スカラ座・岸和田大劇は、それぞれ山野実、宇山稔、細田義一が支配人を務めた。同和商事の代表、浅原隆三（1909年 - 没年不詳）は、1965年（昭和40年）に同社の前身・同和興行の会長に就任した人物であり、同職就任の前年まで大映取締役関西支社長を務めていた人物である。

### 日劇・スカラ座の時代
1979年（昭和54年）前後には、岸和田日活劇場を岸和田日劇と改称している。このころには岸和田日劇では松竹・東宝の作品を、岸和田スカラ座では引き続き洋画を上映した。その後、一時東映の準直営館になっていた岸和田東映劇場は、山村劇場（代表および支配人・辻円暁）に返還され、1982年（昭和57年）に閉館しており、以降、同市内の映画館は同和商事の経営する映画館3館だけになった。東映の作品を引き継いだのは岸和田日劇で、同館では松竹・東宝・東映の作品を上映した。1984年（昭和59年）からは、岸和田日活劇場・岸和田スカラ座の宇山稔支配人、岸和田大劇の山野実支配人に代わって、浅原馨が新たに就任し、3館の支配人を兼務した。この体制は、同館2館の閉館まで継続した。この間、同社が同府大阪市に経営した九条映劇を1981年（昭和56年）に、同じく九条シネマを1983年（昭和58年）にそれぞれ閉館しており、1987年（昭和62年）には同社が京都府京都市に経営し、浅原馨が支配人を兼務していた伏見東劇（かつての伏見大映、1956年開館）を閉館している。
1988年（昭和63年）には、両館とも閉館している。同館閉館後の同市に残ったのは、同和商事の経営する最後の映画館でもある岸和田大劇のみになった。同館の跡地は、Google ストリートビューによれば、2009年（平成21年）9月現在、駐車場である。